# Cercanías Cádiz
La red de Cercanías Cádiz es uno de los núcleos de Cercanías Renfe que da servicio a varios municipios del área metropolitana de la Bahía de Cádiz-Jerez, en la provincia de Cádiz. Esta red está formada por dos líneas en servicio, 61 km de vías férreas y 14 estaciones en servicio. Concretamente, la red tiene paradas en los municipios de Cádiz, San Fernando, Puerto Real, El Puerto de Santa María y Jerez de la Frontera.

## Infraestructura
Esta red usa las vías de la línea Cádiz-Sevilla entre Cádiz y la estación del Aeropuerto de Jerez y un ramal de vía única entre la estación-apartadero de Las Aletas y el apeadero de la Universidad de Cádiz del Campus de Puerto Real. Todas las vías están electrificadas.
Las vías están compartidas en la línea C-1 con trenes regionales de la línea Cádiz-Sevilla (65 de Renfe Media Distancia), de los cuales algunos son cadenciados efectuando parada en todas las estaciones de la C-1 y los trenes de largo recorrido: Alvia Madrid-Cádiz y Barcelona-Cádiz. La línea línea C-1a es de vía única y no comparte vías con ningún otro servicio.
Esta red está incrementando su importancia debido al aumento de población en la Bahía de Cádiz, por lo que se está llevando a cabo un desdoblamiento de la línea Cádiz-Sevilla como parte de las obras para crear la línea de alta velocidad Sevilla-Cádiz.

## Material móvil
En sus inicios, la red usaba unidades de la serie 440 de Renfe que compartía con el núcleo de Cercanías Sevilla. Con el tiempo fueron reformadas interiormente las unidades, pero siguieron estando compartidas por ambos núcleos.
Entre 2006 y 2008, coincidiendo con la puesta en servicio de estaciones reformadas y tramos de vía desdoblados, se ha ido reemplazando el parque móvil por trenes Civia 463 (3 coches) asignados al núcleo en exclusiva, reforzando en fechas puntuales de gran demanda con unidades 440 reformadas. Para su mantenimiento está en funcionamiento un taller Renfe Integria en Jerez de la Frontera.

## Historia
Cuando se creó la red de cercanías, esta contaba con dos líneas: la C-1 de Cádiz a Jerez de la Frontera, y la C-2 de Cádiz a Sanlúcar de Barrameda, pasando por Rota y Chipiona. Así la red primitiva era:
El 31 de diciembre de 1984 la línea C-2 fue suprimida, debido a la clausura de la línea Puerto de Santa María-Sanlúcar de Barrameda por las pérdidas económicas que suponían su explotación. De este modo, Rota, Chipiona y Sanlúcar perdían su comunicación por ferrocarril, y la C−1 quedó como la única línea operativa de Cercanías Cádiz.
Con los años se fueron añadiendo estaciones y se llevaron a cabo ciertas reformas del trazado.

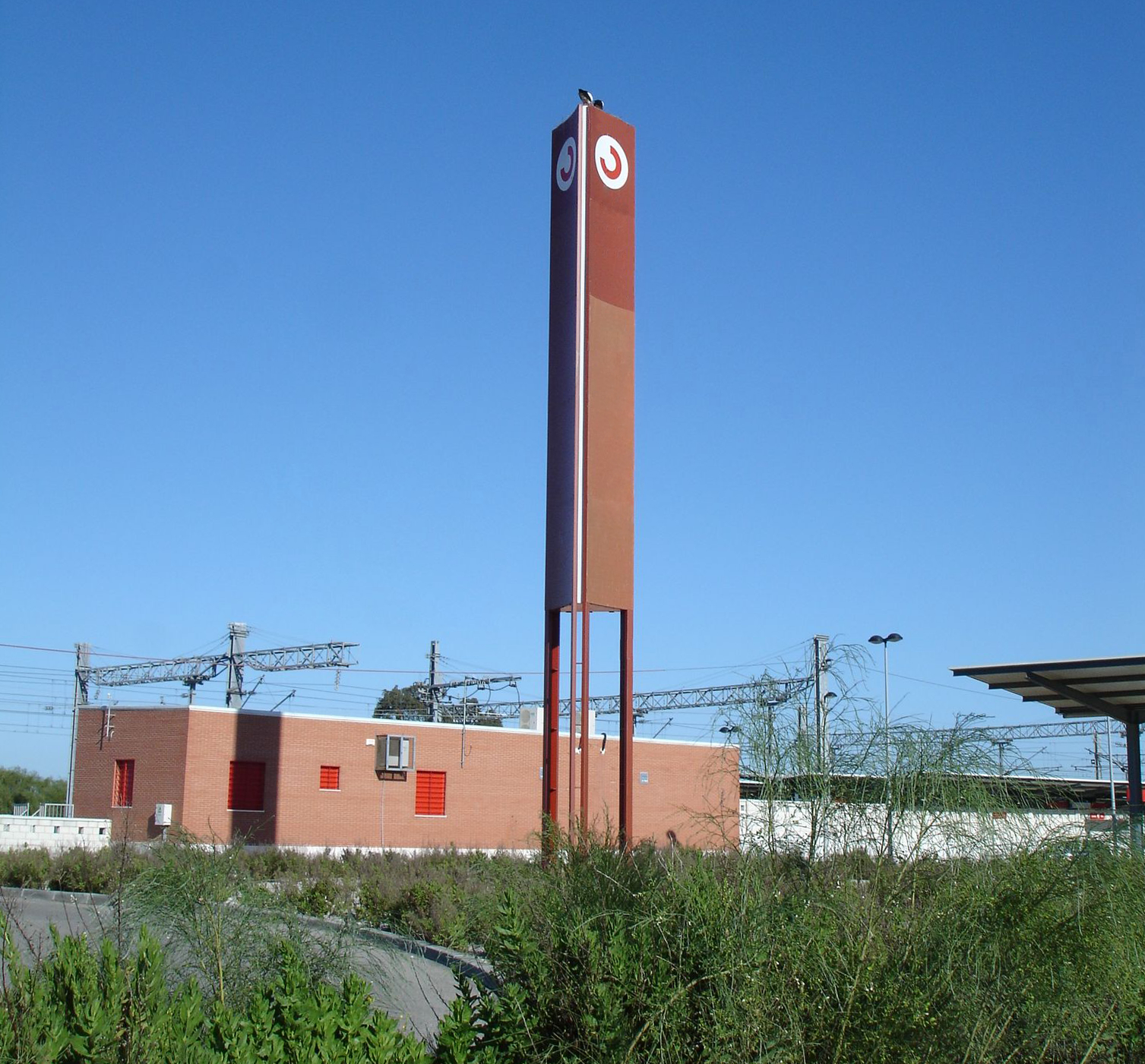
Estación de Las Aletas en Puerto Real.

1992: con la construcción del complejo Bahía Sur en San Fernando se incluyó un apeadero en la línea junto a dicho complejo.
1998: inclusión del apeadero de Cortadura a la salida de Cádiz.
2000-2001: soterramiento y duplicación de la línea Cádiz-Sevilla a su paso por la zona nueva de Cádiz. Durante la obra Cortadura sirvió de estación término provisional. Esta obra se ejecutó en tiempo récord y la nueva estación principal de Cádiz quedó desplazada unos metros hacia el sur, alejándose ligeramente del centro de la ciudad. Al reabrirse se incluyeron nuevas estaciones en la ciudad de Cádiz: San Severiano y Estadio, quedando el esquema de la siguiente manera: Cádiz · San Severiano · Segunda Aguada · Estadio · Cortadura. La distancia entre las mismas es más propia de un metro que de una línea de cercanías. Renfe estableció un servicio de cercanías entre las cinco paradas; pero las bajas frecuencias y el alto precio del tren en comparación con el autobús urbano provocaron la suspensión del mismo, siendo sustituido por trenes de refuerzo entre Cádiz y San Fernando.
2002: Comienzan las obras de AVE en las vías de Cercanías Cádiz, que pretenden ser una prolongación de la línea de AVE de Sevilla-Madrid. Aunque, debido a falta de presupuesto, no se han llegado a completar las obras.
2004: comienzan las obras de duplicación de la línea entre Cádiz y Jerez de la Frontera.
2005: entra en servicio la línea C-1a (Las Aletas-Campus de Puerto Real) incluyendo la nueva estación de Las Aletas entre Puerto Real y El Puerto de Santa María.
2005: comienza la reforma del apeadero de San Fernando-Bahía Sur y se anuncia el soterramiento de las vías férreas de Puerto Real. A lo largo de 2006 y 2007 ha ido perfilándose el esquema de las vías para la futura estación de grandes líneas.
Durante 2006 comienza a construirse una nueva estación central en El Puerto de Santa María y que sustituiría a la antigua que fue demolida poco después. En 2008 se comenzó a construir un nuevo apeadero en Valdelagrana, en el mismo término municipal. El 26 de noviembre de 2008 se inaugura oficialmente el apeadero, ubicado a unos 1.200 metros de la playa.
2007: comienza la reforma de la estación de San Fernando.

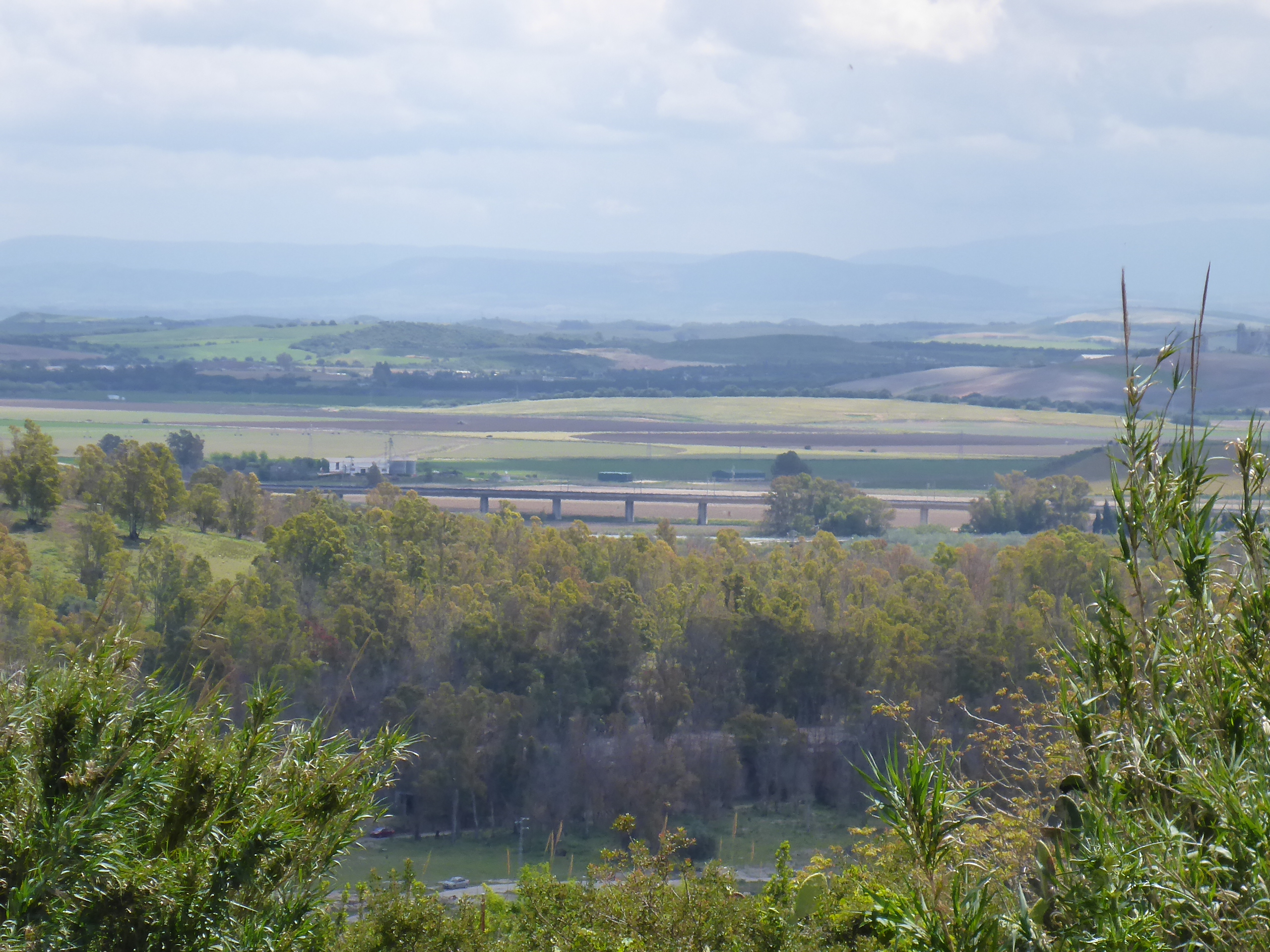
Víaducto de El Portal, el más largo de España

El 28 de julio de 2007 se procede a la apertura de la variante entre Jerez de la Frontera y El Puerto de Santa María con el viaducto más grande de España, quedando clausurado el apeadero de El Portal (cuyo edificio principal se conserva por su valor histórico y patrimonial) y puesta en servicio del tramo ya duplicado entre Cortadura y Bahía Sur. De esta manera los horarios se reorganizan sirviendo Bahía Sur como terminal de trenes de refuerzo en hora punta de lunes a viernes.
El 28 de septiembre de 2007, tras finalizar las obras de reforma, la estación de Bahía Sur cambia su nombre por San Fernando-Bahía Sur al convertirse en la estación principal del municipio con parada de trenes de grandes líneas y Renfe Media Distancia. La estación principal de San Fernando es clausurada procediendo a la demolición del edificio y los andenes, usándose un andén provisional construido unos 200 m antes de la misma en sentido Cádiz.
El 16 de agosto de 2007 la diputada jerezana Mamen Sánchez anuncia la creación de un taller de reparaciones de trenes de cercanías en Jerez y que este estará listo para diciembre de 2008, además anuncia la continuación de la elevación de las vías al norte de la ciudad siguiendo la solución planteada para la integración del ferrocarril en la ciudad. Finalmente, tras varios retrasos, Renfe anuncia el 14 de octubre de 2008 la adjudicación de las obras del nuevo centro de mantenimiento de su división Integria en Jerez, que se encargará de las labores de mantenimiento de los trenes Civia del núcleo de Cádiz. Contará con una superficie total de 2.475 m², una inversión de cinco millones de euros y la equipación de la última tecnología industrial.
2008: el 23 de octubre fueron adjudicadas las obras para la creación de una estación denominada "Aeropuerto de Jerez de la Frontera", junto a dicha infraestructura. Las obras se adjudicaron junto con el desdoblamiento del tramo hasta su llegada al norte de Jerez, para la adecuación de la llegada de la alta velocidad. Con esta adjudicación todos los tramos del trayecto entre Sevilla y Cádiz se encontraba en obras o finalizados. La estación fue adjudicada por un importe de 8,8 millones de euros y un plazo de ejecución de 12 meses. Dispondrá de dos andenes de 160x4 metros, con dos marquesinas, 4 vías (2 generales y 2 apartados), un paso inferior para unir ambos andenes y un vestíbulo que unirá la estación con la ampliación del aparcamiento del aeropuerto. El desdoblamiento hasta la zona norte de la ciudad fue adjudicado por 30,7 millones de euros.
2009: Empiezan las obras de elevación de las vías en el Distrito Norte de Jerez de la Frontera.
2010: termina la construcción de la estación de San Fernando-Centro, que sustituye a la antigua estación de San Fernando.
2011: el 8 de septiembre se inaugura la estación Aeropuerto de Jerez situada junto al párking del aeropuerto.
2013: Terminan las obras de soterramiento de las vías de Puerto Real.
2014: se presentan iniciativas para crear 3 nuevos apeaderos en Jerez de la Frontera, uno en la pedanía de Guadalcacín, frente la Ciudad del Transporte, otro entre los barrios de Zona Hipercor y San José Obrero y otro en la altura del Parque González Hontoria, junto al Depósito de Sementales, el Institución Ferial de Cádiz y el Complejo Deportivo Chapín, pero no se llevaron a cabo las obras ni las gestiones.
2015: Se presenta el intercambiador de La Ardila (actualmente conocido como Río Arillo), en San Fernando, entre las estaciones de La Cortadura (Cádiz) y San Fernando-Bahía Sur, que permitirá el transbordo entreCercanías Cádiz y el Tranvía Metropolitano de la Bahía de Cádiz, desde el 1 de febrero del 2017 está en construcción.
2018: Se presenta un informe al estado, para la construcción de tres nuevos apeaderos en Jerez. Uno en Sementales (Feria), otro en Palos Blancos (Hipercor) y otro en la ciudad del transporte (Guadalcacín, pedanía de Jerez). Desde el Ayuntamiento de Puerto Real se propone la creación de otros dos apeaderos: Casines y Barrio Jarana. Además en diciembre de este mismo año, se inaugura la pasarela peatonal que conecta el apeadero de Las Aletas con la Escuela Superior de Ingeniería de la UCA y un sendero desde la pasarela peatonal hasta el parque natural de la Bahía de Cádiz. 
2019: el 24 de enero el Ayuntamiento de Jerez y el Ministerio de Fomento se reunieron para la recuperación de la antigua Estación de El Portal, para darle un contenido de interés, derribar una casa perteneciente a Adif para crear un parque en la zona y la creación de un paseo que transcurra de forma paralela a las vías del tren en el norte de la ciudad. Con respecto a los informes de los apeaderos que durante años se han venido demandado desde Jerez, el Ministerio ha señalado que se materialice un encuentro a nivel técnico para establecer y acordar la ubicación más óptima y poder empezar a ver una redacción del proyecto y ha expresado su máximo interés en reactivar un tema que el anterior gobierno había dejado sin tramitar. En julio de 2019 se conoce el informe preliminar positivo al menos al apeadero de San José Obrero.
2021: Adif anuncia el anteproyecto de la Estación de La Pepa.
2022: el 26 de octubre se inaugura la estación Río Arillo que permite el transbordo entre Cercanías Cádiz y el Tren tranvía de la Bahía de Cádiz debido a la inauguración del Tren tranvía de la Bahía de Cádiz.

## Líneas y estaciones
| Estación                 | Línea(s) | Servicios                              | Zona | Término municipal        |
| ------------------------ | -------- | -------------------------------------- | ---- | ------------------------ |
| Aeropuerto de Jerez      |          | Párking público · Ascensor             | 5    | Jerez de la Frontera     |
| Cádiz                    |          | Párking público · Ascensor · Cafetería | 1    | Cádiz                    |
| Cortadura                |          | Párking público · Ascensor             | 1    | Cádiz                    |
| El Puerto de Santa María |          | Párking público · Ascensor · Cafetería | 4    | El Puerto de Santa María |
| Estadio                  |          | Ascensor                               | 1    | Cádiz                    |
| Jerez de la Frontera     |          | Párking público · Ascensor · Cafetería | 5    | Jerez de la Frontera     |
| Las Aletas               |          | Párking público · Ascensor             | 3    | Puerto Real              |
| Puerto Real              |          | Párking público                        | 3    | Puerto Real              |
| Río Arillo               |          | Párking público · Ascensor             | 2    | San Fernando             |
| San Fernando             |          | Párking público                        | 2/3  | San Fernando             |
| San Fernando-Bahía Sur   |          | Párking público · Ascensor · Cafetería | 2    | San Fernando             |
| San Severiano            |          | Ascensor                               | 1    | Cádiz                    |
| Segunda Aguada           |          | Ascensor                               | 1    | Cádiz                    |
| Universidad              |          |                                        | 3    | Puerto Real              |

## Futuro de la red
La línea Cádiz-Sevilla, sobre la cual circulan los trenes de la línea C-1, está en proceso de adaptación a alta velocidad en ancho ibérico con traviesa polivalente, con trenes que circularán a velocidades próximas a 200 km/h. Ello implica replantear el trazado en varios puntos de la red de cercanías de Cádiz. Ya están acabados los subtramos Sevilla-Utrera, Jerez-Puerto de Santa María y Bahía Sur-Cádiz.
Próximamente arrancará la construcción de la Estación de La Pepa, en Jerez.
No existe ningún proyecto oficial de ampliación de la red hacia otros municipios no cubiertos actualmente por la misma.